# Zibane Kouara Tégui
Zibane Kouara Tégui (auch: Zibane Kayna, Zibane Koiratégui, Zibane Koira Tégui, Ziban Koira Tégui) ist ein Weiler in der Landgemeinde Anzourou in Niger.

## Geographie
Der Weiler befindet sich rund elf Kilometer nordwestlich des Hauptorts Sarakoira der Landgemeinde Anzourou, die zum Departement Tillabéri in der gleichnamigen Region Tillabéri gehört. Zu den Siedlungen in der näheren Umgebung von Zibane Kouara Tégui zählen Zibane im Osten und Gadabo im Südwesten.
Es herrscht das Klima der Sahelzone vor, mit einer durchschnittlichen jährlichen Niederschlagsmenge zwischen 300 und 400 mm.

## Geschichte
Der Westen Nigers war seit 2014 wiederholt Angriffen von Terrororganisationen wie al-Qaida im Maghreb und Ansar Dine ausgesetzt, die vom Nachbarland Mali aus operierten. Die benachbarten Siedlungen Zibane Kouara Tégui, Zibane und Gadabo wurden am 9. Mai 2020 von einer bewaffneten Gruppe angegriffen, die zwanzig Menschen tötete und fünf weitere verletzte. Die Angreifer raubten außerdem Lebensmittel, stahlen Vieh und bedrohten weitere Dorfbewohner mit dem Umbringen, sollten sie ihre Siedlungen nicht verlassen. Aufgrund der katastrophalen Sicherheitslage flüchteten Mitte Mai 2021 mehr als 12.000 Menschen aus Zibane Kouara Tégui und weiteren Orten in der Gemeinde Anzourou nach Tillabéri, Namari Gougoun und Sakoïra, wo sie von Hilfsorganisationen versorgt wurden. Sie kehrten Mitte Juni desselben Jahres nach Anzourou zurück. Mit Stand Dezember 2021 waren 2884 Personen aus 1305 Haushalten aus Zibane, Zibane Kouara Tégui, Gadabo und Sangara in den Gemeindehauptort Sarakoira geflohen.

## Bevölkerung
Bei der Volkszählung 2012 hatte Zibane Kouara Tégui 947 Einwohner, die in 137 Haushalten lebten.

## Wirtschaft und Infrastruktur
Es gibt eine Schule in der Siedlung.